# Indothele dumicola
Indothele dumicola is een spinnensoort uit de familie Dipluridae. De soort komt voor in India.